# Gli amanti crocifissi
Gli amanti crocifissi (近松物語) è un film del 1954 diretto da Kenji Mizoguchi.
È stato presentato in concorso al Festival di Cannes 1955 ed è considerato uno dei capolavori di Mizoguchi.
La storia, ambientata a Kyoto nel XVII secolo, è tratta da un dramma di Chikamatsu Monzaemon; la traduzione del titolo originale infatti è "Una storia di Chikamatsu". Le vicende dei protagonisti veicolano una critica delle convenzioni sociali del Giappone tradizionale, in cui gli amanti venivano puniti addirittura con la crocifissione.

## Trama
Nella Kyoto del 1683, Mohei (Kazuo Hasegawa), che lavora per lo stampatore imperiale, è accusato di essere l'amante di O-San, la moglie del suo padrone per una serie di sfortunate coincidenze. Essendo l'adulterio un reato punito con la crocifissione, O-San (Kyôko Kagawa) decide di abbandonare il tetto coniugale, stanca dei comportamenti libertini del marito, fuggendo di casa assieme a Mohei. Questo comportamento sembra però la conferma delle accuse di cui sono tacciati, così lo stampatore Ishun (Eitarô Shindô) dà ordine alle sue guardie di ricercare i due rei in tutta la regione. Durante la fuga, inaspettatamente Mohei si dichiara alla donna, confessandole di essere realmente innamorato di lei poco prima che essa decida di suicidarsi. A questo punto anche O-San si innamora di Mohei e decidono di continuare la fuga insieme. I due si rifugiano nella casa del padre di Mohei ma vengono scoperti. Il marito di O-San decide di insabbiare tutto per non perdere la propria dignità, mentre Mohei viene arrestato. Tuttavia il padre lo fa fuggire durante la notte, riesce a rintracciare O-San e i due non si vogliono più separare. Ormai la notizia comincia a girare e tutto il paese ne è informato. A Sukeemon viene tolto il lavoro per non aver denunciato i due amanti e O-San e Mohei vengono condannati alla crocifissione, la pena per l'adulterio. Mentre vengono fatti sfilare tra la folla in segno di vergogna i due si stringono la mano e sorridono felici.

## Critica
Morando Morandini: "Per il mirabile equilibrio tra lirismo della vicenda amorosa, realistica analisi del contesto sociale e coinvolgente narrazione, è uno dei capolavori di Mizoguchi".